# Колібрі-шаблекрил юкатанський
Колі́брі-шаблекри́л юкатанський (Pampa pampa) — вид серпокрильцеподібних птахів родини колібрієвих (Trochilidae). Мешкає в Мексиці і Центральній Америці. Раніше вважалися конспецифічним з клинохвостим колібрі-шаблекрилом, однак був визнаний окремим видом

## Опис
Довжина птаха становить 11,5-13 см, вага 5-6,5 г. Тім'я фіолетове, блискуче, верхня частина тіла зелена або бронзово-зелена, віерхні покривні пера хвоста синьо-зелені. Обличчя, горло і нижня частина тіла сірі або коричнювато-сірі, за очима білі плями. Махові пера темно-фіолетові. Хвіст тьмяно-синьо-зелений, на кінці чорнувато-фіолетовий у самиць крайні стернові пера мають коричнювато-сірі кінчики. Дзьоб довжиною 23=25 мм, чорний, знизу біля основи рожевуватий, лапи темно-коричневі.

## Поширення і екологія
Юкатанські колібрі-шаблекрили мешкають на півострові Юкатан в Мексиці, Белізі і північній Гватемалі, а також на півночі Гондурасу. Вони живуть у вологих і сухих вічнозелених субтропічних лісах, на узліссях, в садах і вторинних заростях, на висоті до 1400 м над рівнем моря. Живляться нектаром. Самці токують, приваблюючи самиць співом.